# Подил
Подил или Подол (на украински: Поділ; на руски: Подол; на полски: Padół) или Долният град, е исторически квартал в Киев, столицата на Украйна. Разположен е на заливна тераса над Днепър между Киевските хълмове и долното течение на река Почайна. Подил е един от най-старите квартали на Киев и родното място на търговията и индустрията на града. След монголското нашествие в Киевска Рус и разрушаването на Киев, Подил служи като градски център до 19 век. Тук се намират градската администрация и основният университет, а по-късно са създадени пристанището и корабостроителницата на града.
Подил съдържа много архитектурни и исторически забележителности, и продължават да се разкриват нови археологически обекти. Административно той е част от по-големия административен Подилски район на града.

## История
Името Подил означава нещо, което е разположено надолу, по-долу. Навремето този район е бил търговският и занаятчийски център на Киев. Имената на някои подилски квартали отразяват този факт: Дехтяри (катранджии), Хончари (грънчари), Кожемяки (кожари).
На територията на Подил са открити антични строежи. Някои от тях датират от първата половина на първото хилядолетие пр.н.е. За първи път обаче името се споменава в хрониките около 945 г. По времето на Киевска Рус Подил е служил като посад, който е бил свързан с Горния град (хълмът на Стария Киев) чрез Боричевия спуск. Според археологическите данни, Подил се появява в края на 9 век. През 12 – 13 век общата му площ достига 200 ха. От писмени източници е известно за съществуването на Столпи (дървени укрепления), които са защитавали Подил от северозапад, Пазарния площад (по-късно Житен площад, основния градски пазар), църквата „Свети Илия“ (най-старият християнски храм, споменат през 945 г.), и църквата „Успение на Богородица Пирогоща“. Вероятно легендарните църкви на Туров и Новгород също са съществували в Подил. Съветският „Очерк по древна история на Украинска ССР“ от 1957 г. (на украински: Нариси стародавньої історії УРСР) споменава, че новгородските търговци са имали собствена църква в Киев. Река Почайна е служила за пристанище на града.
Подил е натрупал културен археологически слой, с дълбочина от 6 до 12 метра, наситен с голямо изобилие от артефакти от 9 – 18 век. Неговата уникалност се състои в това, че в долните му пластове, поради високата влажност на почвата, се намират добре запазени обекти от органични вещества като дървени конструкции. Проучени са жилищни и търговски сгради (предимно надземни блокови къщи), занаятчийски магазини, пристанищни складове, гробници, части от улици. Открити са останки от пет зидани храма от 12 век. Установено е, че Подил е имал застроени имения с постоянни граници на двора. Всяко такова имение има площ от 300 – 400 m2 и се състои от 2 – 3 сгради.
След монголското наществие в Киевска Рус и разрушаването на Киев, Подил се превръща в основната и най-населената част на града. Въпреки това районът намалява, през 16 – 17 век неговата северозападна граница е река Хлибочица, която се е вливала в Почайна (в днешно време водите ѝ влизат в подземен колектор).
След получаване на своите магдебургски права през 15 век, в Киев е построено кметство. Центърът на Подил се превръща в пазарен площад, по-късно известен като Магистратски и Контрактов. На него се намират кметството и катедралата „Успение на Богородица Пирогоща“. Първият „Хостиний двир“ (търговски двор) е известен от средата на 16 век. През 15 век в Подил е създаден Възнесенският манастир. В началото на 17 век е създаден Богоявленския манастир на Киевското православно братство, където по-късно е разположена Киевско-могилянската академия. До средата на 17 век в Подил съществува арменска общност, която има собствена църква – „Рождество Богородично“. Също така през първата половина на 17 век са построени два каменни католически храма – катедрала, която е била разрушена през 1660-те години и останките ѝ са намерени по време на археологически разкопки, и катедрала на Доминиканския манастир Свети Никола, която е съществувала в периода т първото десетилетие на 15 век до 1649 г., а в края на 17 век е превърната в православна катедрала на манастира „Св. св. Петър и Павел“.
През 1667 г., със сключването на Андрусовоското примирие, Киев е официално отстъпен на Московското царство. През 17 век в Подил се състои интензивно строителство. Годишен пазар се провежда от 1797 до 1929 г. на Контрактовия площад (площадът, мястото на сключване на договорите, от думата контракт). Преди да бъде построен Контрактовия дом, площадът е бил известен като Магистратския площад. Западната част на площада е завършвала с църквата Пирогоща, спомената в епоса от 12 век „Слово за похода на Игор“. Следвайки традициите на средновековните градове, през 18 век пред магистратурата е построена ротонда с фонтан с фигура на Фелиситас (римска богиня), а по-късно през 19 век фигурата е променена на Самсон. Фонтанът става първата хидротехническа структура в Подил. Недалеч от Контрактовия площад се намирал Житния, който съществувал поне от 15 век и където се намирала главната римокатолическа катедрала „Дева Мария“.
Преди пожара от 1811 г. Подил е бил най-населеният квартал на града с 2068 къщи от 3672 жилища в цял Киев. Огънят е нанесъл големи щети на квартала и е променил драматично облика на Подил. След пожара Подил е планиран отново и се появяват голям брой нови улици по проекта на шотландския архитект Уилям Хесте и руския архитект Андрей Меленски, които съществуват и Понастоящем. По това време са построени сгради като Договорния дом (1817 г.), Хостинския двор, търговската аркада и други. Договорният дом е построен през 1817 г., в него са се подписвали търговски договори, а вторият етаж е имал зала за концерти.
През 1835 г. магистратурата е съборена и използвана за тухли за довършване на сградите на Хостинския двор и Договорния дом, докато на нейното място е създаден малък градски парк. През 1938 г. в парка е поставен британски танк Mark V, който е взет като трофей по време на гражданската война от белогвардейците. Танкът остава в парка няколко години след Втората световна война. По-късно през 1977 г. в парка е построен паметник на Григорий Сковорода.
Киевският трамвай е сред първите в Руската империя. Трамваите до Подил започват да се движат през 1896 г. Първоначално са свързвали Контрактовия и Пощенския площади, а по-късно релсите им са продължени до Куренивка и след това – до Пуща-Водица.
До Втората световна война участъкът на север от улица „Нижний Вал“ се нарича Плоската част или Плоская слобода. В него са живеели бедни евреи в окаяни условия.

## Забележителности
Многобройните туристически атракции (официално определени като забележителности) на Подил включват:
- Фроливският метох
- Националният университет в Киевско-Могилянска академия
- Къщата на Иван Мазепа
- Къщата на Петър Велики
- Фонтанът на Самсон
- Хълмът Замкова хора
- Хостиний двир
- Църквата „Успение на Богородица Пирогоща“

## Транспорт
Подил е свързан с градската метросистема чрез следните три станции на Оболонско–Теремковската линия: Тарас Шевченко, Контрактов площад и Пощенски площад (последните две са кръстени на съответните площади, под които се намират).
Киевският фуникулер осигурява транспорт между Подил и историческия Горен град. Понастоящем се използва предимно от туристи. В миналото, пристанището на река Киев е обслужвало пътнически трафик по река Днепър, но в днешно време там се предлагат само туристически лодки за екскурзии.

### Улици и площади
- Андриевски спуск
- Боричев спуск
- Пощенски площад
- Контрактов площад